# Annulobalcis albus
Annulobalcis albus is een slakkensoort uit de familie van de Eulimidae. De wetenschappelijke naam van de soort is voor het eerst geldig gepubliceerd in 2012 door Dgebuadze, Fedosov & Kantor.